# Project Engine
Project Engine（プロジェクト炎神、プロジェクトエンジン）は、NECパーソナルコンピュータ（NEC PC）のゲーミングパソコン開発プロジェクト。

## 概要
近年eスポーツの人気が高まってきたことから、NEC PCでもゲーミングパソコンの開発が行われることになり、以前から展開している「LAVIE」のプロフェッショナル向け、教育現場向け、家庭向けの分野に加え、「ゲーミング」を新たに加えるとして、PC-8001の発売から40年となる2019（令和元）年8月5日に当プロジェクトが発表された。
1979（昭和54）年に発売されたPC-8001もゲームがプレイできるマシンであったことから、NECは古くからゲーム用パソコンの開発に取り組んできたとして、その事業の「復活」を目指すとした。
資本関係のあるレノボのゲーミングパソコンブランド「Legion」とは別の独自プラットフォームとして、中華民国（台湾）のベンダーとNEC PCの協業により、ミドルレンジユーザーをターゲットに開発される。
ロゴやネーミングは日本電気ホームエレクトロニクス（NEC HE）が発売したテレビゲーム機、PCエンジンに由来し、同社のゲーミングパソコン事業の「復活」とかけたフェニックス（不死鳥）が描かれている。
なお、同じく日本の競合する大手パソコンメーカーで、NEC PC同様レノボと資本関係のある富士通クライアントコンピューティング（FCCL）も、eスポーツの流行を受け「FMV-ESPRIMO」ブランドからワークステーションをベースとしたデスクトップ型ゲーミングパソコン「WD-G/D1」を2019年2月に発売、続けて7月にも「WD-G/D2」を、翌2020年10月にも「WD-G/E2」を、2021年10月には「WD-G/F3」を発売している。
2021（令和3）年1月7日にNEC PCは、オンラインで開催されたCES2021にて、オプションでゲームパッド型のゲームコントローラを装着し、コンシューマーゲーム機のようにも扱えるノートパソコン「LAVIE MINI」を発表した。プロトタイプモデルであり、今後の要望をみて商品化する予定。発表当初、本プロジェクトとの明確な関連性は当のNEC PCから示されていなかったが、2022年になってプロジェクト内で開発された製品であると正式に判明した。
2022（令和4）年7月5日に、「Project Engine」製品の第1弾としてデスクトップタイプの「LAVIE GX」が発表された。筐体には黒一色の「和柄五崩し」を取り入れ、「和モダン」を意識したデザインとなっている。